# 18015 Semenkovich
18015 Semenkovich este un asteroid din centura principală de asteroizi.

## Descriere
18015 Semenkovich este un asteroid din centura principală de asteroizi. A fost descoperit pe 13 mai 1999 la Socorro, New Mexico, în cadrul proiectului LINEAR. Asteroidul prezintă o orbită caracterizată de o semiaxă mare de 2,35 ua, o excentricitate de 0,05 și o înclinație de 6,3° în raport cu ecliptica.